# Valenton
Valenton ist eine französische Gemeinde mit 14.453 Einwohnern (Stand: 1. Januar 2022) im Département Val-de-Marne in der Region Île-de-France. Administrativ ist sie dem Arrondissement L’Haÿ-les-Roses des Kanton Villeneuve-Saint-Georges zugeteilt.

## Geografie
Die Gemeinde befindet sich in der Agglomeration von Paris, rund 15 Kilometer südöstlich vom Zentrum der französischen Hauptstadt. Ganz im Süden des Départements Val-de-Marne liegend, grenzt sie an das Département Essonne und ist peripherer Teil der Naturlandschaft Brie.
Umgeben wird Valenton von den Nachbargemeinden Créteil im Norden und Nordosten, Limeil-Brévannes im Osten, Yerres im Südosten und Süden, Crosne im Südwesten, Villeneuve-Saint-Georges im Westen und Choisy-le-Roi im Nordwesten.

## Geschichte
Im 6. Jahrhundert erscheint erstmals eine dörfliche Siedlung in den Büchern der Abtei von Saint-Germain-des-Prés.
Bis ins 20. Jahrhundert hinein handelt es sich bei Valenton um ein kleines Dorf, bis 1936 die Quartiere Vignes und Val Pompadour errichtet werden.
Seit den 1920er Jahren ist Valenton eine Hochburg der Kommunistischen Partei Frankreichs. Mit Ausnahme der Zeit der deutschen Besetzung Frankreichs bzw. in der Zeit der Vichy-Regierung stellte die PCF stets den Bürgermeister.

### Bevölkerungsentwicklung
| Jahr      | 1936  | 1946  | 1954  | 1962  | 1968   | 1975   | 1982   | 1990   | 1999   | 2006   | 2011   | 2021   |
| --------- | ----- | ----- | ----- | ----- | ------ | ------ | ------ | ------ | ------ | ------ | ------ | ------ |
| Einwohner | 2.448 | 2.115 | 2.773 | 7.713 | 10.539 | 11.152 | 10.621 | 11.110 | 11.426 | 12.105 | 11.940 | 14.482 |

## Sehenswürdigkeiten
Siehe auch: Liste der Monuments historiques in Valenton
Südlich der großen Kläranlage befindet sich der große Parc Départemental de la plage bleue.